# L'amor de Murphy
L'amor de Murphy (títol original: Murphy's Romance) és una pel·lícula estatunidenca dirigida per Martin Ritt, estrenada l'any 1985. Ha estat doblada al català.

## Argument
Emma (Sally Field), una dona divorciada, viu amb el seu fill en un petit poble d'Arizona en una situació bastant precària. Murphy (James Garner), el pròsper botiguer del poble, un vidu bonàs i simpàtic, l'ajuda sempre que pot. I el que en principi era només amistat, desemboca en una relació amorosa. Tot es complica, tanmateix, quan un bon dia apareix pel poble l'exmarit d'Emma.

## Repartiment
- Sally Field: Emma Moriarty
- James Garner: Murphy Jones
- Brian Kerwin: Bobby Jack Moriarty
- Corey Haim: Jake Moriarty
- Dennis Burkley: Freeman Coverly
- Michael Crabtree: Jim Forrest
- Anna Levine: Wanda
- Charles Lane: Amos Abbott
- Carole King: Tillie
- Gene Blakely: Lucien Holt